# Mistrovství Evropy ve fotbale 2024 – skupina E
Skupina E Mistrovství Evropy ve fotbale 2024 začala 17. a skončila 26. června 2024. Tvořily ji Belgie, Slovensko, Rumunsko a Ukrajina.

## Týmy
| Výchozí pozice | Tým       | Kvalifikace           | Datum kvalifikace  | Počet účastí | Poslední účast | Nejlepší výsledek  |
| -------------- | --------- | --------------------- | ------------------ | ------------ | -------------- | ------------------ |
| E1             | Belgie    | vítěz skupiny F       | 13. října 2023     | 7.           | 2020           | 2. místo (1980)    |
| E2             | Slovensko | druhý tým skupiny J   | 16. listopadu 2023 | 6.           | 2020           | čtvrtfinále (2016) |
| E3             | Rumunsko  | vítěz skupiny I       | 18. listopadu 2023 | 6.           | 2016           | čtvrtfinále (2000) |
| E4             | Ukrajina  | vítěz Play-off Ligy B | 26. března 2024    | 4.           | 2020           | čtvrtfinále (2000) |

## Výsledky
| Vysvětlivky                                                         |
| ------------------------------------------------------------------- |
| Týmy z prvních a druhých míst postupují do osmifinále               |
| Čtyři nejlépe umístěné týmy ze třetích míst postupují do osmifinále |

### Tabulka
| Tým       | Z | V | R | P | VG | IG | +/- | B |
| --------- | - | - | - | - | -- | -- | --- | - |
| Rumunsko  | 3 | 1 | 1 | 1 | 4  | 3  | +1  | 4 |
| Belgie    | 3 | 1 | 1 | 1 | 2  | 1  | +1  | 4 |
| Slovensko | 3 | 1 | 1 | 1 | 3  | 3  | 0   | 4 |
| Ukrajina  | 3 | 1 | 1 | 1 | 2  | 4  | -2  | 4 |

## Zápasy

### Rumunsko - Ukrajina
| 17. června 2024 15:00               |        |          |                                                                      |
| Rumunsko                            | 3 : 0  | Ukrajina | Fußball Arena München, Mnichov diváci: 61 591 rozhodčí: Glenn Nyberg |
| Stanciu 29' R. Marin 53' Drăguș 57' | Zpráva |          | Fußball Arena München, Mnichov diváci: 61 591 rozhodčí: Glenn Nyberg |

| Rumunsko | Ukrajina |

| BR                | 1  | Florin Niță         |     |     |
| PO                | 2  | Andrei Rațiu        |     |     |
| SO                | 3  | Radu Drăgușin       |     |     |
| SO                | 15 | Andrei Burcă        |     |     |
| LO                | 11 | Nicușor Bancu       |     |     |
| DZ                | 6  | Marius Marin        |     | 75' |
| SZ                | 18 | Răzvan Marin        | 79' |     |
| SZ                | 21 | Nicolae Stanciu (c) |     | 86' |
| PK                | 20 | Dennis Man          |     | 62' |
| LK                | 17 | Florinel Coman      |     | 62' |
| SÚ                | 19 | Denis Drăguș        |     | 75' |
| Nahrazující:      |    |                     |     |     |
| ZÁ                | 10 | Ianis Hagi          |     | 62' |
| ÚT                | 13 | Valentin Mihăilă    |     | 62' |
| OB                | 4  | Adrian Rusé         |     | 75' |
| ÚT                | 9  | George Pușcaș       |     | 75' |
| OB                | 24 | Bogdan Racovițan    |     | 86' |
| Trenér:           |    |                     |     |     |
| Edward Iordănescu |    |                     |     |     |

| BR            | 23 | Andrij Lunin         |     |     |
| PO            | 2  | Juchym Konoplja      | 67' | 72' |
| SO            | 13 | Ilja Zabarnyj        |     |     |
| SO            | 22 | Mykola Matvijenko    |     |     |
| LO            | 17 | Olexandr Zinčenko    |     |     |
| DZ            | 6  | Taras Stepaněnko (c) |     | 62' |
| SZ            | 19 | Mykola Šaparenko     |     | 62' |
| PK            | 15 | Viktor Cyhankov      |     | 62' |
| OZ            | 14 | Heorhij Sudakov      |     | 83' |
| LK            | 10 | Mychajlo Mudryk      |     |     |
| SÚ            | 11 | Artem Dovbyk         |     |     |
| Nahrazující:  |    |                      |     |     |
| ZÁ            | 18 | Volodymyr Bražko     |     | 62' |
| ÚT            | 9  | Roman Jaremčuk       |     | 62' |
| ZÁ            | 7  | Andrij Jarmolenko    |     | 62' |
| OB            | 24 | Oleksandr Tymčyk     |     | 72' |
| ZÁ            | 8  | Ruslan Malinovskyj   |     | 83' |
| Trenér:       |    |                      |     |     |
| Serhij Rebrov |    |                      |     |     |

| Muž zápasu: Nicolae Stanciu Asistenti rozhodčího: Mahbod Beigi Andreas Söderkvist Čtvrtý rozhodčí: Espen Eskås Náhradní rozhodčí: Jan Erik Engan Videorozhodčí: Rob Dieperink Asistenti videorozhodčího: Pol van Boekel Jérôme Brisard |

### Belgie - Slovensko
| 17. června 2024 18:00 |        |            |                                                                                  |
| Belgie                | 0 : 1  | Slovensko  | Frankfurt Arena, Frankfurt nad Mohanem diváci: 45 181 rozhodčí: Halil Umut Meler |
|                       | Zpráva | 7' Schranz | Frankfurt Arena, Frankfurt nad Mohanem diváci: 45 181 rozhodčí: Halil Umut Meler |

| Belgie | Slovensko |

| BR               | 1  | Koen Casteels       |     |     |
| PO               | 21 | Timothy Castagne    |     |     |
| SO               | 4  | Wout Faes           |     |     |
| SO               | 2  | Zeno Debast         |     |     |
| LO               | 11 | Yannick Carrasco    |     | 84' |
| SZ               | 18 | Orel Mangala        | 30' | 58' |
| SZ               | 24 | Amadou Onana        |     |     |
| PK               | 9  | Leandro Trossard    |     | 74' |
| OZ               | 7  | Kevin De Bruyne (c) |     |     |
| LK               | 22 | Jérémy Doku         |     | 84' |
| SÚ               | 10 | Romelu Lukaku       |     |     |
| Nahrazující:     |    |                     |     |     |
| ÚT               | 18 | Johan Bakayoko      |     | 58' |
| ZÁ               | 8  | Youri Tielemans     | 76' | 74' |
| ÚT               | 20 | Loïs Openda         |     | 84' |
| ÚT               | 14 | Dodi Lukebakio      | 85' | 84' |
| Trenér:          |    |                     |     |     |
| Domenico Tedesco |    |                     |     |     |

| BR                | 1  | Martin Dúbravka    |     |       |
| PO                | 2  | Peter Pekarík      |     |       |
| SO                | 3  | Denis Vavro        |     |       |
| SO                | 14 | Milan Škriniar (c) |     |       |
| LO                | 16 | Dávid Hancko       |     |       |
| SZ                | 19 | Juraj Kucka        |     |       |
| SZ                | 22 | Stanislav Lobotka  |     |       |
| SZ                | 8  | Ondrej Duda        |     | 90+4' |
| PÚ                | 26 | Ivan Schranz       | 41' | 81'   |
| SÚ                | 9  | Róbert Boženík     |     | 70'   |
| LÚ                | 17 | Lukáš Haraslín     |     | 70'   |
| Nahrazující:      |    |                    |     |       |
| ÚT                | 18 | David Strelec      |     | 70'   |
| ÚT                | 7  | Tomáš Suslov       |     | 70'   |
| ÚT                | 20 | Dávid Ďuriš        |     | 81'   |
| OB                | 4  | Adam Obert         |     | 90+4' |
| Trenér:           |    |                    |     |       |
| Francesco Calzona |    |                    |     |       |

| Muž zápasu: Stanislav Lobotka Asistenti rozhodčího: Mustafa Emre Eyisoy Kerem Ersoy Čtvrtý rozhodčí: Serdar Gözübüyük Náhradní rozhodčí: Johan Balder Videorozhodčí: Bastian Dankert Asistenti videorozhodčího: Alper Ulusoy Marco Fritz |

### Slovensko - Ukrajina
| 21. června 2024 15:00 |        |                            |                                                                      |
| Slovensko             | 1 : 2  | Ukrajina                   | Düsseldorf Arena, Düsseldorf diváci: 43 910 rozhodčí: Michael Oliver |
| Schranz 17'           | Zpráva | 68' Šapanenko 80' Jaremčuk | Düsseldorf Arena, Düsseldorf diváci: 43 910 rozhodčí: Michael Oliver |

| Slovensko | Ukrajina |

| BR                | 1  | Martin Dúbravka    |  |     |
| PO                | 2  | Peter Pekarík      |  |     |
| SO                | 3  | Denis Vavro        |  |     |
| SO                | 14 | Milan Škriniar (c) |  |     |
| LO                | 16 | Dávid Hancko       |  | 67' |
| SZ                | 19 | Juraj Kucka        |  |     |
| SZ                | 22 | Stanislav Lobotka  |  |     |
| SZ                | 8  | Ondrej Duda        |  | 60' |
| PÚ                | 26 | Ivan Schranz       |  | 86' |
| SÚ                | 9  | Róbert Boženík     |  | 60' |
| LÚ                | 17 | Lukáš Haraslín     |  | 67' |
| Nahrazující:      |    |                    |  |     |
| ZÁ                | 11 | László Bénes       |  | 60' |
| ÚT                | 18 | David Strelec      |  | 60' |
| ZÁ                | 7  | Tomáš Suslov       |  | 67' |
| ZÁ                | 4  | Adam Obert         |  | 67' |
| ÚT                | 24 | Leo Sauer          |  | 86' |
| Trenér:           |    |                    |  |     |
| Francesco Calzona |    |                    |  |     |

| BR            | 12 | Anatolij Trubin       |     |       |
| PO            | 24 | Oleksandr Tymčyk      |     |       |
| SO            | 13 | Illja Zabarnyj        |     |       |
| SO            | 22 | Mykola Matvijenko     |     |       |
| LO            | 17 | Olexandr Zinčenko     |     |       |
| SZ            | 19 | Mykola Šaparenko      |     | 90+2' |
| SZ            | 18 | Volodymyr Bražko      |     | 85'   |
| SZ            | 14 | Heorhij Sudakov       |     |       |
| PÚ            | 7  | Andrij Jarmolenko (c) |     | 67'   |
| SÚ            | 11 | Artem Dovbyk          |     | 67'   |
| LÚ            | 10 | Mychajlo Mudryk       |     | 85'   |
| Nahrazující:  |    |                       |     |       |
| ÚT            | 9  | Roman Jaremčuk        | 84' | 67'   |
| ZÁ            | 11 | Oleksandr Zubkov      |     | 67'   |
| ZÁ            | 8  | Ruslan Malinovskyj    |     | 85'   |
| ZÁ            | 5  | Serhij Sydorčuk       |     | 85'   |
| OB            | 4  | Maksym Talovjerov     |     | 90+2' |
| Trenér:       |    |                       |     |       |
| Serhij Rebrov |    |                       |     |       |

| Muž zápasu: Mykola Šaparenko Asistenti rozhodčího: Stuart Burt Dan Cook Čtvrtý rozhodčí: Serdar Gözübüyük Náhradní rozhodčí: Johan Balder Videorozhodčí: Bastian Dankert Asistenti videorozhodčího: David Coote Christian Dingert |

### Belgie - Rumunsko
| 22. června 2024 21:00      |        |          |                                                                            |
| Belgie                     | 2 : 0  | Rumunsko | Cologne Stadium, Kolín nad Rýnem diváci: 42 535 rozhodčí: Szymon Marciniak |
| Tielemans 2' De Bruyne 80' | Zpráva |          | Cologne Stadium, Kolín nad Rýnem diváci: 42 535 rozhodčí: Szymon Marciniak |

| Belgie | Rumunsko |

| BR               | 1  | Koen Casteels       |     |     |
| SO               | 21 | Timothy Castagne    |     |     |
| SO               | 4  | Wout Faes           |     |     |
| SO               | 5  | Jan Vertonghen      |     |     |
| PZ               | 22 | Jérémy Doku         |     | 72' |
| SZ               | 8  | Youri Tielemans     |     | 72' |
| SZ               | 24 | Amadou Onana        |     |     |
| LZ               | 3  | Arthur Theate       |     | 77' |
| PÚ               | 7  | Kevin De Bruyne (c) |     |     |
| SÚ               | 10 | Romelu Lukaku       |     |     |
| LÚ               | 14 | Dodi Lukebakio      | 35' | 56' |
| Nahrazující:     |    |                     |     |     |
| ZÁ               | 9  | Leandro Trossard    |     | 56' |
| OB               | 11 | Yannick Carrasco    |     | 72' |
| ZÁ               | 18 | Orel Mangala        |     | 72' |
| OB               | 2  | Zeno Debast         |     | 77' |
| Trenér:          |    |                     |     |     |
| Domenico Tedesco |    |                     |     |     |

| BR                | 1  | Florin Niță         |     |     |
| PO                | 2  | Andrei Rațiu        |     | 90' |
| SO                | 3  | Radu Drăgușin       |     |     |
| SO                | 15 | Andrei Burcă        |     |     |
| LO                | 11 | Nicușor Bancu       | 60' |     |
| DZ                | 6  | Marius Marin        | 65' | 68' |
| SZ                | 18 | Răzvan Marin        |     |     |
| SZ                | 21 | Nicolae Stanciu (c) |     |     |
| PK                | 20 | Dennis Man          |     |     |
| LK                | 13 | Valentin Mihăilă    |     | 68' |
| SÚ                | 19 | Denis Drăguș        |     | 81' |
| Nahrazující:      |    |                     |     |     |
| ZÁ                | 14 | Darius Olaru        |     | 68' |
| ZÁ                | 10 | Ianis Hagi          |     | 68' |
| ÚT                | 7  | Denis Alibec        |     | 81' |
| ZÁ                | 23 | Deian Sorescu       |     | 90' |
| Trenér:           |    |                     |     |     |
| Edward Iordănescu |    |                     |     |     |

| Muž zápasu: Kevin De Bruyne Asistenti rozhodčího: Tomasz Listkiewicz Adam Kupsik Čtvrtý rozhodčí: Donatas Rumšas Náhradní rozhodčí: Aleksandr Radiuš Videorozhodčí: Tomasz Kwiatkowski Asistenti videorozhodčího: Bartosz Frankowski Nejc Kajtazovič |

### Slovensko - Rumunsko
| 26. června 2024 18:00 |        |                     |                                                                                |
| Slovensko             | 1 : 1  | Rumunsko            | Frankfurt Arena, Frankfurt nad Mohanem diváci: 45 033 rozhodčí: Daniel Siebert |
| Duda 24'              | Zpráva | 37' (pen.) R. Marin | Frankfurt Arena, Frankfurt nad Mohanem diváci: 45 033 rozhodčí: Daniel Siebert |

| Slovensko | Rumunsko |

| BR                | 1  | Martin Dúbravka    |       |       |
| PO                | 2  | Peter Pekarík      |       | 90+2' |
| SO                | 3  | Denis Vavro        |       |       |
| SO                | 14 | Milan Škriniar (c) |       |       |
| LO                | 16 | Dávid Hancko       |       |       |
| SZ                | 19 | Juraj Kucka        |       |       |
| SZ                | 22 | Stanislav Lobotka  |       |       |
| SZ                | 8  | Ondrej Duda        | 90+1' | 90+2' |
| PÚ                | 26 | Ivan Schranz       |       | 78'   |
| SÚ                | 18 | David Strelec      |       | 71'   |
| LÚ                | 17 | Lukáš Haraslín     |       | 71'   |
| Nahrazující:      |    |                    |       |       |
| ZÁ                | 7  | Tomáš Suslov       |       | 71'   |
| ÚT                | 9  | Róbert Boženík     |       | 71'   |
| ÚT                | 20 | Dávid Ďuriš        |       | 78'   |
| OB                | 6  | Norbert Gyömbér    |       | 90+2' |
| ZÁ                | 21 | Matúš Bero         |       | 90+2' |
| Trenér:           |    |                    |       |       |
| Francesco Calzona |    |                    |       |       |

| BR                | 1                 | Florin Niță         |       |     |
| PO                | 2                 | Andrei Rațiu        |       |     |
| SO                | 3                 | Radu Drăgușin       |       |     |
| SO                | 15                | Andrei Burcă        | 45+1' |     |
| LO                | 11                | Nicușor Bancu       | 45+4' |     |
| DZ                | 6                 | Marius Marin        |       |     |
| SZ                | 18                | Răzvan Marin        |       | 86' |
| SZ                | 21                | Nicolae Stanciu (c) |       |     |
| PK                | 10                | Ianis Hagi          |       | 66' |
| LK                | 17                | Florinel Coman      |       | 58' |
| SÚ                | 19                | Denis Drăguș        |       | 66' |
| Nahrazující:      |                   |                     |       |     |
| ZÁ                | 23                | Deian Sorescu       |       | 58' |
| ZÁ                | 20                | Dennis Man          |       | 66' |
| ÚT                | 9                 | George Pușcaș       | 88'   | 66' |
| OB                | 4                 | Adrian Rus          |       | 86' |
| Trenér:           |                   |                     |       |     |
| Edward Iordănescu | Edward Iordănescu | Edward Iordănescu   | 55'   |     |

| Muž zápasu: Stanislav Lobotka Asistenti rozhodčího: Jan Seidel Rafael Foltyn Čtvrtý rozhodčí: Felix Zwayer Náhradní rozhodčí: Marco Achmüller Videorozhodčí: Bastian Dankert Asistenti videorozhodčího: Christian Dingert Massimiliano Irrati |

### Ukrajina - Belgie
| 26. června 2024 18:00 |        |        |                                                                    |
| Ukrajina              | 0 : 0  | Belgie | Stuttgart Arena, Stuttgart diváci: 54 000 rozhodčí: Anthony Taylor |
|                       | Zpráva |        | Stuttgart Arena, Stuttgart diváci: 54 000 rozhodčí: Anthony Taylor |

| Ukrajina | Belgie |

| BR            | 12 | Anatolij Trubin       |     |     |
| SO            | 13 | Illja Zabarnyj        |     |     |
| SO            | 3  | Oleksandr Svatok      |     | 81' |
| SO            | 22 | Mykola Matvijenko (c) |     |     |
| PKO           | 24 | Oleksandr Tymčyk      |     |     |
| LKO           | 16 | Vitalij Mykolenko     |     | 58' |
| SZ            | 19 | Mykola Šaparenko      |     | 70' |
| SZ            | 18 | Volodymyr Bražko      |     | 70' |
| SZ            | 14 | Heorhij Sudakov       |     |     |
| SÚ            | 9  | Roman Jaremčuk        |     | 70' |
| SÚ            | 11 | Artem Dovbyk          | 69' |     |
| Nahrazující:  |    |                       |     |     |
| OB            | 17 | Olexandr Zinčenko     |     | 62' |
| ZÁ            | 6  | Taras Stepaněnko      |     | 70' |
| ZÁ            | 8  | Ruslan Malinovskyj    |     | 70' |
| ÚT            | 25 | Vladyslav Vanat       |     | 70' |
| ZÁ            | 7  | Andrij Jarmolenko     |     | 81' |
| Trenér:       |    |                       |     |     |
| Serhij Rebrov |    |                       |     |     |

| BR               | 1  | Koen Casteels       |     |     |
| PO               | 5  | Jan Vertonghen      |     |     |
| SO               | 4  | Wout Faes           | 43' |     |
| SO               | 3  | Arthur Theate       |     |     |
| LO               | 21 | Timothy Castagne    |     |     |
| SZ               | 7  | Kevin De Bruyne (c) |     |     |
| SZ               | 24 | Amadou Onana        |     |     |
| SZ               | 8  | Youri Tielemans     |     | 62' |
| PÚ               | 22 | Jérémy Doku         |     | 77' |
| SÚ               | 10 | Romelu Lukaku       |     | 90' |
| LÚ               | 9  | Leandro Trossard    |     | 62' |
| Nahrazující:     |    |                     |     |     |
| ZÁ               | 18 | Orel Mangala        |     | 62' |
| ZÁ               | 11 | Yannick Carrasco    |     | 62' |
| ÚT               | 19 | Johan Bakayoko      |     | 77' |
| ÚT               | 20 | Loïs Openda         |     | 90' |
| Trenér:          |    |                     |     |     |
| Domenico Tedesco |    |                     |     |     |

| Muž zápasu: Kevin De Bruyne Asistenti rozhodčího: Gary Beswick Adam Nunn Čtvrtý rozhodčí: Glenn Nyberg Náhradní rozhodčí: Mahbod Beigi Videorozhodčí: Stuart Attwell Asistenti videorozhodčího: David Coote Marco Fritz |

## Disciplína
Body fair play se použily jako rozhodující, pokud byly celkové a vzájemné výsledky týmů vyrovnané. Ty se vypočítaly na základě žlutých a červených karet obdržených ve všech zápasech skupiny takto:
- první žlutá karta: - 1 bod;
- nepřímá červená karta (druhá žlutá karta): - 3 body;
- přímá červená karta: - 4 body;
- žlutá karta a přímá červená karta: - 5 bodů;

V jednom zápase šlo na hráče uplatnit pouze jeden z výše uvedených odečtů.
| Tým       | 1. Kolo | 1. Kolo                                                    | 1. Kolo   | 1. Kolo                         | 2. Kolo | 2. Kolo                                                    | 2. Kolo   | 2. Kolo                         | 3. Kolo | 3. Kolo                                                    | 3. Kolo   | 3. Kolo                         | Body |
| Tým       |         | Žlutá karta udělena · Žlutá karta udělena opět · Vyloučení | Vyloučení | Žlutá karta udělena · Vyloučení |         | Žlutá karta udělena · Žlutá karta udělena opět · Vyloučení | Vyloučení | Žlutá karta udělena · Vyloučení |         | Žlutá karta udělena · Žlutá karta udělena opět · Vyloučení | Vyloučení | Žlutá karta udělena · Vyloučení | Body |
| --------- | ------- | ---------------------------------------------------------- | --------- | ------------------------------- | ------- | ---------------------------------------------------------- | --------- | ------------------------------- | ------- | ---------------------------------------------------------- | --------- | ------------------------------- | ---- |
| Slovensko | 1       |                                                            |           |                                 |         |                                                            |           |                                 | 1       |                                                            |           |                                 | −2   |
| Ukrajina  | 1       |                                                            |           |                                 | 1       |                                                            |           |                                 | 1       |                                                            |           |                                 | −3   |
| Belgie    | 3       |                                                            |           |                                 | 1       |                                                            |           |                                 | 1       |                                                            |           |                                 | −5   |
| Rumunsko  | 1       |                                                            |           |                                 | 2       |                                                            |           |                                 | 4       |                                                            |           |                                 | −7   |